# Runar Hove
Runar Hove (Florø, 1995. augusztus 8. –) norvég labdarúgó, posztját tekintve hátvéd.

## Pályafutása
Hove a norvégiai Florø városában született. Az ifjúsági pályafutását a helyi Florø akadémiájánál folytatta.
2011-ben mutatkozott be a Florø felnőtt keretében. 2019-ben az első osztályban szereplő Vikinghez igazolt. Először a 2019. március 31-ei, Kristiansund ellen 2–0-ra megnyert mérkőzésen lépett pályára. Első gólját 2019. június 23-án, a Bodø/Glimt ellen hazai pályán 4–3-ra elvesztett találkozón szerezte meg. 2021. augusztus 27-én a Brann szerződtette. 2021. augusztus 28-án, a Haugesund ellen 3–1-es vereséggel zárult bajnokin debütált.

## Statisztikák
| Klub     | Szezon   | Osztály     | Bajnokság | Bajnokság | Kupa  | Kupa | Nemzetközi | Nemzetközi | Összesen | Összesen |
| Klub     | Szezon   | Osztály     | Meccs     | Gól       | Meccs | Gól  | Meccs      | Gól        | Meccs    | Gól      |
| -------- | -------- | ----------- | --------- | --------- | ----- | ---- | ---------- | ---------- | -------- | -------- |
| Viking   | 2019     | Eliteserien | 20        | 2         | 4     | 0    | —          | —          | 24       | 2        |
| Viking   | 2020     | Eliteserien | 3         | 0         | 0     | 0    | —          | —          | 3        | 0        |
| Viking   | 2021     | Eliteserien | 14        | 0         | 0     | 0    | —          | —          | 14       | 0        |
| Viking   | Összesen | Összesen    | 37        | 2         | 4     | 0    | 0          | 0          | 41       | 2        |
| Brann    | 2021     | Eliteserien | 7         | 0         | 0     | 0    | —          | —          | 7        | 0        |
| Összesen | Összesen | Összesen    | 44        | 2         | 4     | 0    | 0          | 0          | 48       | 2        |

## Sikerei, díjai
Viking
- Norvég Kupa
  - Győztes (1): 2019

Brann
- OBOS-ligaen
  - Feljutó (1): 2022

## Fordítás
Ez a szócikk részben vagy egészben  a   Runar Hove című angol Wikipédia-szócikk fordításán alapul.  Az eredeti cikk szerkesztőit annak laptörténete sorolja fel. Ez a jelzés csupán a megfogalmazás eredetét és a szerzői jogokat jelzi, nem szolgál a cikkben szereplő információk forrásmegjelöléseként.